# Леонеса (Ријети)
Леонеса (итал. Leonessa) је насеље у Италији у округу Ријети, региону Лацио.
Према процени из 2011. у насељу је живело 1118 становника. Насеље се налази на надморској висини од 953 м.

## Становништво
Према резултатима пописа становништва 2011. у општини је живело 2.480 становника.
| 1931. | 1936. | 1951. | 1961. | 1971. | 1981. | 1991. | 2001. | 2011. |
| ----- | ----- | ----- | ----- | ----- | ----- | ----- | ----- | ----- |
| 6.402 | 5.498 | 5.168 | 4.451 | 3.522 | 3.048 | 2.877 | 2.734 | 2.480 |

## Партнерски градови
- Гонес